# Средно училище „Отец Паисий“ (Кирково)
Средно училище „Отец Паисий“ е гимназия в село Кирково, област Кърджали. Създадена е през 1936 г. Патрон на училището е Паисий Хилендарски. То е разположено на ул. „Димитър Благоев“ № 40. През учебната 2022/2023 година в него се обучават 330 деца. Към 2024 г. директор на училището е Румен Младенов.

## История
Създадено е като основно училище през 1936 г. През 1963 г. то се преобразува в Средно политехническо училище. От есента на 1978 г. се помещава в нова сграда и се преобразува в Единно средно политехническо училище. През 1991 г. се преобразува в Средно общообразователно училище.